# Cảng Gdańsk

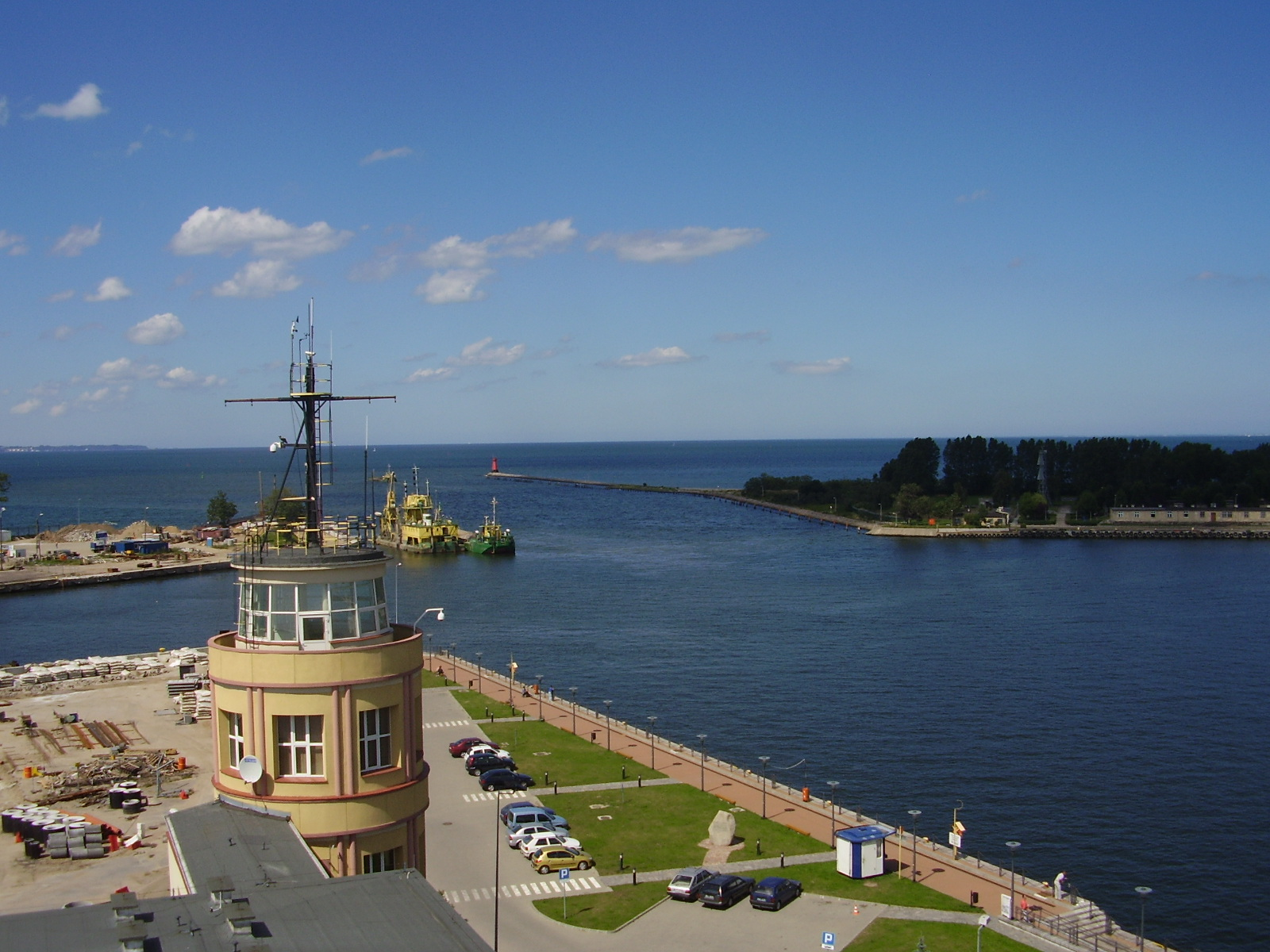
Lối vào cảng bên trong

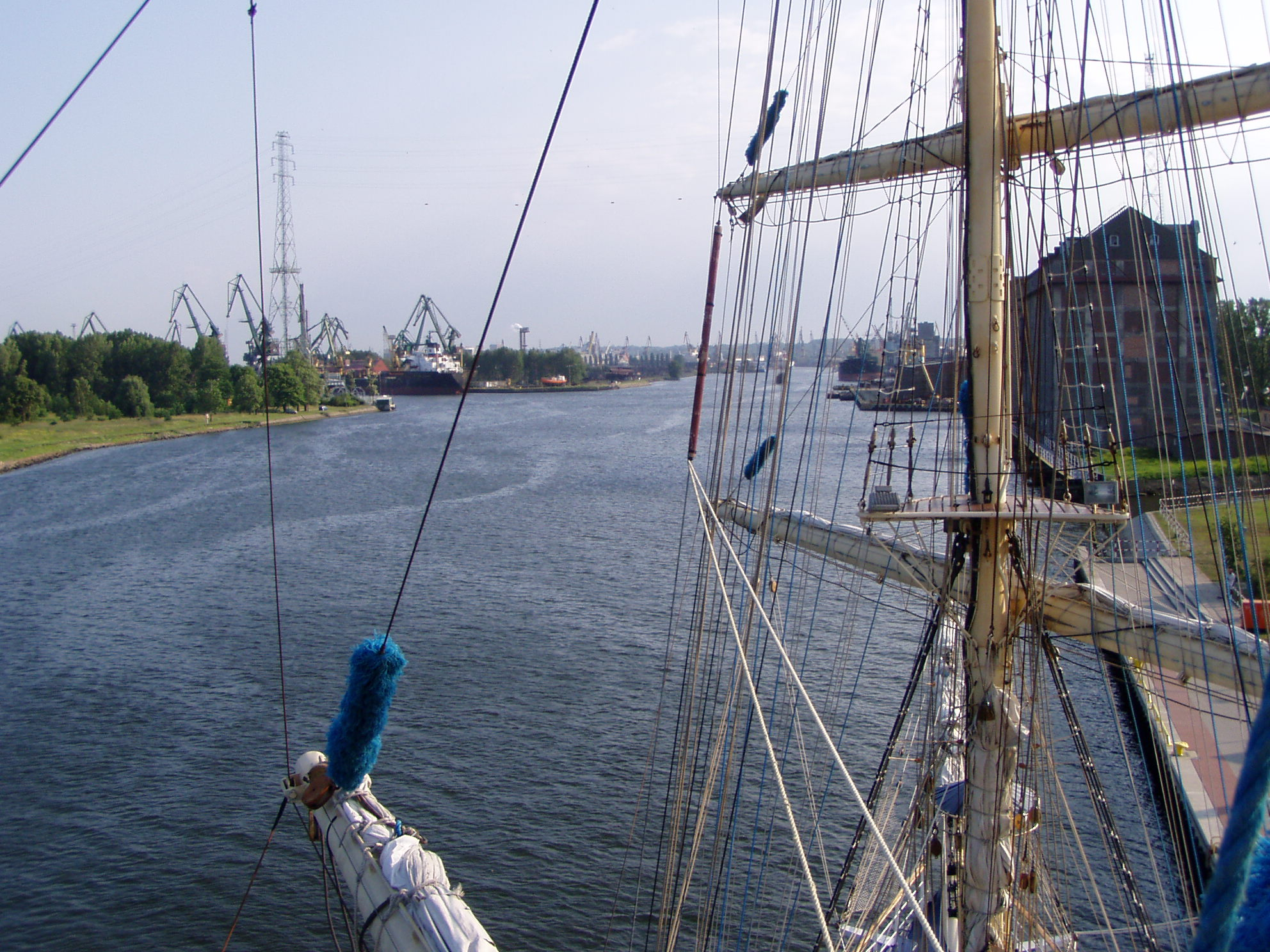
Cảng Gdańsk từ cột buồm chính của Fryderyk Chopin

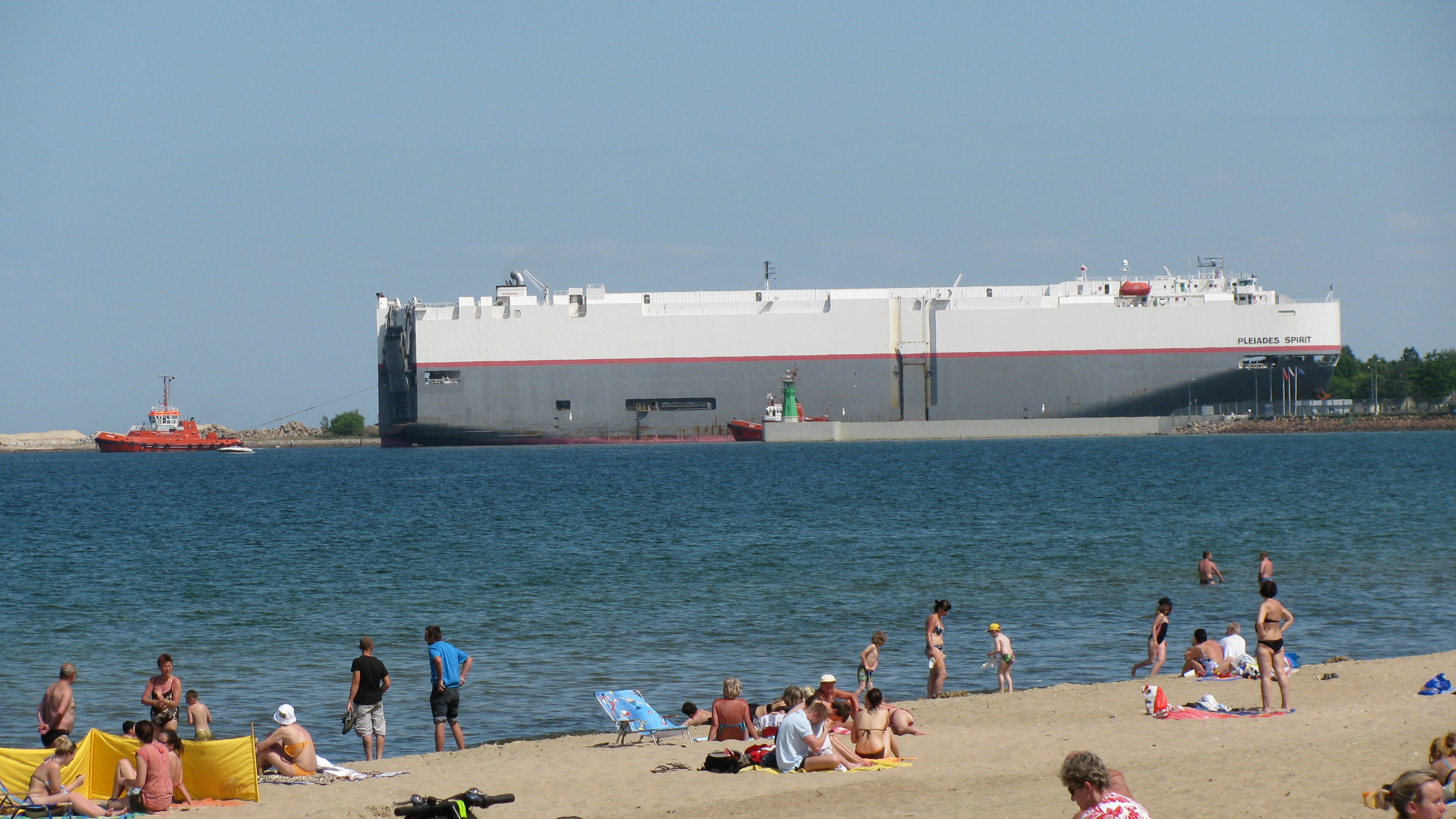
Xe chở hàng ở lối vào cảng bên trong, nhìn từ bãi biển gần đó.

Cảng Gdańsk là một cảng biển nằm ở bờ biển phía nam vịnh Gdańsk thuộc thành phố Gdańsk, kéo dài dọc theo cửa sông Vistula - Martwa Wisła (Dead Vistula), Kênh Port và Kênh Kashubia. Đây là một trong những cảng biển lớn nhất trên biển Baltic.
Cảng Gdańsk được chia thành hai phần, Cảng trong và ngoài.

## Cảng trong
- Cảng Gdansk Cargo Logistics SA - nhà khai thác hoạt động cảng toàn cầu cung cấp dịch vụ xử lý và lưu trữ cho hàng rời và hàng hóa nói chung
- Terminal Container Terminal - cung cấp dịch vụ trung chuyển
- Bến phà 
  - Polferries
  - Westerplatte
- Thiết bị đầu cuối phosphat
- Thiết bị đầu cuối lưu huỳnh lỏng và số lượng lớn
- Thiết bị đầu cuối xử lý trái cây trong Khu vực cảng tự do

Năm trong cảng Gdańsk là thiết bị xử lý hàng hóa chuyên dụng và cơ sở hạ tầng cảng, cho phép xử lý ngũ cốc, phân bón, gỗ, quặng, thép và container, cũng như phục vụ tàu ro-ro.

## Cảng ngoài - Cảng phía Bắc
Cảng phía Bắc nằm trực tiếp trong các lưu vực nước của Vịnh Gdańsk. Các tàu lớn nhất có sức chứa lên tới 300.000 tấn và độ sâu đến 15 m khi vào biển Baltic có thể được phục vụ tại đây.
- Trạm than
- Naftoport - dầu thô, dầu nóng, nhiên liệu đầu cuối
- Nhà ga LPG
- Cảng container nước sâu

## Chuyển hàng
- 1978 - 2,8 triệu tấn
- 2000 - 16,5 triệu tấn
- 2001 - 17,8 triệu tấn
- 2002 - 17,4 triệu tấn
- 2003 - 21,3 triệu tấn
- 2004 - 23,3 triệu tấn
- 2005 - 23,3 triệu tấn
- 2006 - 22,4 triệu tấn
- 2007 - 19,8 triệu tấn
- 2008 - 17,8 triệu tấn
- 2009 - 18,9 triệu tấn [1]
- 2010 - 27,2 triệu tấn [2]
- 2011 - 25,3 triệu tấn [1]
- 2012 - 26,9 triệu tấn [1]
- 2013 - 30,0 triệu tấn
- 2014 - 32,3 triệu tấn
- 2015 - 35,9 triệu tấn
- 2016 - 37,3 triệu tấn [3]
- 2017 - 40,6 triệu tấn [3]